# Rong Guotuan
Rong Guotuan (chiń. 容国团; pinyin Róng Guótuán; ur. 1937, zm. 1968) – chiński tenisista stołowy, dwukrotny mistrz świata.
Trzykrotnie zdobywał medale mistrzostw świata. Dwukrotnie był mistrzem świata (tytuł zdobył indywidualnie w 1959 roku w Dortmundzie i drużynowo dwa lata później w Pekinie).
Po zakończeniu kariery zawodniczej był trenerem kobiecej kadry narodowej. Jego podopieczne zdobyły na mistrzostwach świata w 1965 roku w Lublanie po raz pierwszy w historii złoto, przerywając dominację Japonek.